# Fragments d'Allemagne
Pour plus de détails, voir Fiche technique et Distribution.
Fragments d'Allemagne (Deutschland 09) est un film à sketches allemand sorti en 2009. Il rassemble treize courts métrages indépendants réalisés chacun par un réalisateur allemand différent. C'est une suite de L'Allemagne en automne, un film collectif de 1977.
Les quatorze réalisateurs sont Fatih Akın, Wolfgang Becker, Sylke Enders, Dominik Graf, Martin Gressmann, Christoph Hochhäusler, Romuald Karmakar, Nicolette Krebitz, Dani Levy, Angela Schanelec, Hans Steinbichler, Isabelle Stever, Tom Tykwer et Hans Weingartner.

## Fiche technique
Sauf indication contraire, les informations mentionnées dans cette section peuvent être confirmées par la base de données cinématographiques IMDb,  présente dans la section « Liens externes ».
- Titre original : Deutschland 09
- Titre français : Fragments d'Allemagne[2]
- Producteurs : Verena Rahmig, Tom Tykwer, Dirk Wilutzky (de)
- Sociétés de production : Herbstfilm Produktion
- Pays de production :  Allemagne
- Langue de tournage : allemand
- Format : Couleur et noir et blanc - 1,78:1 - Son Dolby Surround - 35 mm
- Durée : 151 minutes (2h31)
- Genre : Film à sketches
- Dates de sortie :
  - Allemagne : 26 mars 2009

## Courts métrages
1. Erster Tag de Angela Schanelec
2. Joshua de Dani Levy
3. Der Name Murat Kurnaz de Fatih Akın
4. Die Unvollendete de Nicolette Krebitz
5. Schieflage de Sylke Enders
6. Der Weg, den wir nicht zusammen gehen de Dominik Graf et Martin Gressmann
7. Fraktur de Hans Steinbichler
8. Eine demokratische Gesprächsrunde zu festgelegten Zeiten de Isabelle Stever (de)
9. Gefährder de Hans Weingartner
10. Feierlich reist de Tom Tykwer
11. Ramses de Romuald Karmakar
12. Krankes Haus de Wolfgang Becker
13. Séance de Christoph Hochhäusler